# 大洋乡 (唐县)
大洋乡，是中华人民共和国河北省保定市唐县下辖的一个乡镇级行政单位。

## 行政区划
大洋乡下辖以下地区：
中长店村、明伏村、大长峪村、郑家庄村、吕家庄村、东岳口村、西岳口村、北岗北村、蔡庄村、东长店村、万里村、东大洋村、大洋庄村、西大洋村、山南庄村和北大洋村。